# Alla deriva - Adrift
Alla deriva - Adrift (Open Water 2: Adrift) è un film del 2006 diretto da Hans Horn.
Malgrado il titolo originale, non è un seguito diretto del film del 2003 Open Water. In Italia è stato distribuito nelle sale cinematografiche il 17 agosto 2007.

## Trama
Un gruppo di sei amici composto da Zach, Lauren e le coppie Amy e James e Dan e Michelle organizzano un fine settimana da trascorrere a bordo del nuovo yacht di Dan. Amy e James portano anche la loro figlia neonata Sarah.
Una volta al largo, gran parte del gruppo decide di fare un bagno, tranne Amy e Dan che rimangono a bordo. Amy è idrofobica a causa di un evento traumatico accadutole da bambina, quando suo padre, a causa di un malore, annegò mentre stava giocando con lei in acqua; pertanto, la donna si rifiuta di togliersi un giubbotto di salvataggio anche mentre si trova sullo yacht. Per scherzare, Dan la prende in braccio e salta con lei in acqua, causandole un trauma a causa del terrore. Subito dopo, il gruppo si accorge che nessuno ha calato la scaletta della barca, pertanto è impossibile tornare a bordo a causa delle pareti troppo alte e scivolose. Passano le ore e il gruppo diventa sempre più stanco e nervoso nel dover galleggiare in acqua senza poter tornare sull'imbarcazione; tra le sei persone la più nervosa si dimostra Michelle, la quale, stanca di stare a galla e terrorizzata che morirà in acqua, inizia a piangere e lamentarsi continuamente. Una barca con dei ragazzi a bordo passa lì vicino, ma non sente le loro invocazioni di aiuto a causa della musica troppo alta. Gli amici si accorgono che i vestiti di Zach si trovano sul bordo del ponte e hanno un telefono nella tasca; Dan prova a raggiungerli, ma nel processo il dispositivo si bagna. Il cellulare sembra non funzionare, così Zach, in un impeto di rabbia, lo getta in acqua.
Il gruppo prova a utilizzare i propri costumi per fare una corda con cui arrampicarsi a bordo. Invece di far salire la persona più leggera, a fare un tentativo è Zach, ma il suo peso fa rompere la corda improvvisata, lasciando i ragazzi quasi completamente nudi.
Nel frattempo, James cerca un passaggio per tornare sullo yacht sott'acqua aiutandosi con un coltello. Quest'ultimo gli sfugge di mano e, dopo averlo recuperato, nella fretta di tornare in superficie sbatte la testa contro l'elica causandosi una grave frattura cranica. Zach, stanco della situazione, prende il coltello e cerca di pugnalare la parete della barca per arrampicarsi; Dan prova a fermarlo e, nella colluttazione che ne segue, Dan causa la morte di Zach che si pugnala al petto.
Temendo che gli squali vengano attratti dal sangue, Michelle, ormai isterica, cerca di nuotare via, solo per scomparire sotto la superficie e annegare. Poco dopo anche Zach muore per la ferita riportata; Dan ammette di essere un truffatore e che lo yacht non è davvero suo, ma del suo capo. Passate delle ore, Lauren afferma di non voler morire rimanendo ad aspettare inutilmente i soccorsi, e decide di tentare di nuotare fino alla riva per cercare aiuto (presumibilmente invano).
Calata la notte, inizia a piovere, e anche James muore per la ferita alla testa. Dopo aver cercato inutilmente il coltello, Dan rompe accidentalmente la maschera e, ricordando il tentativo di Zach, usa il vetro per ottenere un appiglio e permettere ad Amy di risalire. Lei abbassa la scaletta e va ad occuparsi di Sarah, ma poi scopre che l'amico sta cercando di annegarsi per il senso di colpa nell'aver causato la morte dei loro compagni. Amy supera la sua paura e si getta nel mare in tempesta per salvarlo come non riuscì a fare con suo padre.
La mattina dopo un pescatore passa con la sua barca vicino allo yacht, nota che la scaletta e il salvagente sono in mare e, non vedendo persone sul ponte, chiede più volte ad alta voce se c'è qualcuno a bordo ma non ottiene risposta. Contemporaneamente, in coperta, Sarah piange da sola nella sua stanza.
Il finale mostra Amy in piedi sulla barca che osserva Dan sdraiato esanime sul ponte, apparentemente addormentato o morto.

## Riprese
Sebbene sia ambientato nell'oceano Pacifico al largo delle coste messicane, il film è stato girato interamente a Malta.

## Slogan promozionali
- «Fatigue. Hypothermia. Death.»
- «In the water no one can hear you scream.»
- «Non allontanarti dalla riva.»

## Remake
Nel 2017 il film ha avuto un rifacimento realizzato in Portogallo intitolato In alto mare (Perdidos).